# Володин, Николай Андреевич
Николай Андреевич Володин (16 июля 1936, Хотьково, Западная область — 21 марта 2017, Орёл) — советский и российский государственный деятель, первый секретарь Орловского областного комитета КПСС (1989—1991), председатель Орловского областного Совета народных депутатов (1990—2007), член Совета Федерации Федерального Собрания России (1996—2001).

## Биография
Родился 16 июля 1936 года в селе Хотьково Шаблыкинского района (ныне — Орловская область).
В 1958 году окончил Глазуновский сельскохозяйственный техникум, в 1972 году — Всесоюзный сельскохозяйственный институт заочного образования.
В 1958—1961 годах работал в Глазуновском районном комитете ВЛКСМ (инструктор, второй секретарь, первый секретарь). В 1961 году был вторым секретарём Орловского областного комитета ВЛКСМ.
В дальнейшем занимал должности секретаря парткома совхоза «Жиляевский» Орловского района, инструктора Орловского районного комитета КПСС, секретаря парткома ВНИИ зернобобовых и крупяных культур в Орле.
С 1965 по 1974 год был директором совхоза «Куликовский» Орловского района.
С 1974 по 1981 год занимал должность председателя исполкома Орловского районного совета народных депутатов затем — первого секретаря Мценского городского комитета КПСС. С декабря 1984 года — секретарь Орловского областного комитета КПСС по сельскому хозяйству.
В 1989 году избран первым секретарём Орловского обкома КПСС и занимал эту должность до 14 августа 1991 года.
В августе 1991 года Н. А. Володин избежал ответственности за поддержку ГКЧП, заверив народных депутатов и городскую общественность, что не принимал никакого положительного участия в попытке государственного переворота.
В 1990 году был избран народным депутатом РСФСР, входил в состав франции «Коммунисты России» и в блок «Российское единство».
С 1990 по 2007 год последовательно в ряде созывов занимал должность председателя Орловского областного совета народных депутатов (в 1994—1998 годах — Орловской областной думы).
С 1996 по 2001 год был членом Совета Федерации Федерального Собрания России, занимал пост заместителя председателя Комитета по вопросам социальной политики. Был членом комиссии по экологии, природопользованию и ликвидации последствий аварий Парламентского собрания Союза Белоруссии и России, входил в состав делегации Федерального собрания России в Парламентской ассамблее Совета Европы.
14 октября 1998 года подписал обращение членов Совета Федерации к Президенту Б. Н. Ельцину с требованием добровольной отставки.
Женат, двое детей.
Умер 21 марта 2017 года. Похоронен в Орле на Наугорском кладбище.

## Награды и звания
- Орден «За заслуги перед Отечеством» IV степени (6 августа 1997 года) — за заслуги перед государством, многолетний добросовестный труд и большой вклад в укрепление дружбы и сотрудничества между народами[4]
- Орден Почёта (1 октября 2005 года) — за активное участие в законотворческой деятельности и многолетнюю добросовестную работу[5]
- Орден Октябрьской Революции
- Орден Трудового Красного Знамени
- Орден «Знак Почёта»[1].
- Медаль «За доблестный труд. В ознаменование 100-летия со дня рождения Владимира Ильича Ленина» (1970 год)
- Медаль «За преобразование Нечерноземья РСФСР»[6]
- Почетный гражданин Орловской области (2 марта 2007 года) — за выдающиеся заслуги перед Орловской областью[7]